# Морская Полиция: Лос-Анджелес (Сезон 10)
Сериал «Морская полиция: Лос-Анджелес», премьера которого состоялась на телеканале CBS 22 сентября 2009 года.
Сериал является спин-оффом сериала «Морская полиция: Спецотдел».
Действие сериала разворачивается в Лос-Анджелесе, штат Калифорния.
Десятый сезон стартовал 30 сентября 2018 года на канале CBS в 2018-2019 телевизионный сезон.. Сезон будет состоять из 24 серий.

## В ролях

### Основной состав
| Имя            | Исполнитель         | В ролях    | Периодический персонаж |
| -------------- | ------------------- | ---------- | ---------------------- |
| Джи Каллен     | Крис О’Доннелл      | весь сезон | н/д                    |
| Кенси Блай     | Даниэла Руа         | весь сезон | н/д                    |
| Сэм Ханна      | LL Cool J           | весь сезон | н/д                    |
| Марти Дикс     | Эрик Кристиан Олсен | весь сезон | н/д                    |
| Генриетты Лэнг | Линда Хант          | весь сезон | н/д                    |
| Эрик Бил       | Барретт Фоа         | весь сезон | н/д                    |
| Нелл Джонс     | Рене Фелис Смит     | весь сезон | н/д                    |
| Шей Мосли      | Лонг, Ниа           | весь сезон | н/д                    |

## Эпизоды
| № | #  | Название                                               | Режиссёр           | Сценарист                       | Дата показа в США | Код серии | Зрители США (миллионы) |
| --- | -- | ------------------------------------------------------ | ------------------ | ------------------------------- | ----------------- | --------- | ---------------------- |
| 217 | 1  | «To Live and Die in Mexico» «Жить и умереть в Мексике» | Франк Милитари     | Франк Милитари                  | 30 сентября 2018  | 1001      | 8.75                   |
| Команда попадает под обстрел гранатометов, их автомобиль взрывается, а все они получают тяжелые ранения. Им приходится разделиться, чтобы избежать встречи с картелем и чтобы выжить. |    |                                                        |                    |                                 |                   |           |                        |
| 218 | 2  | «Superhuman» «Сверхчеловек»                            | Деннис Смит        | Кайл Харимото                   | 7 октября 2018    | 1002      | 7.54                   |
| После того, как прототип тактического штурмового костюма украден с военно-морской базы и используется в ювелирном ограблении Беверли-Хиллз, команда должна определить, кто украл костюм и какова их следующая цель. Кроме того, отставной адмирал ВМС Холлес Килбрайд временно контролирует команду, в то время как Мосли и Хэтти сталкиваются с последствиями для несанкционированной миссии в Мексике. |    |                                                        |                    |                                 |                   |           |                        |
| 219 | 3  | «The Prince» «Принц»                                   | Лили Марие         | Эндрю Бартельс                  | 14 октября 2018   | 1003      | 7.63                   |
| Каллен и Сэм назначены охранять заместителя принца Камаля после того, как неизвестный убийца нацеливается на его приманку по прибытии в Лос-Анджелес. |    |                                                        |                    |                                 |                   |           |                        |
| 220 | 4  | «Hit List» «Хит-Лист»                                  | Эрик Пот           | Скотт Джеммилл                  | 21 октября 2018   | 1004      | 8.35                   |
| Команда NCIS находится в опасности после того, как их фотографии, а также имена Мосли и ее сына включены в список картеля. Кроме того, заместитель директора морской полиции Луис Очоа прибыл со специальным прокурором Джоном Роджерсом, чтобы взять интервью у Мосли о неофициальной миссии в Мексике.                                                                                                 |    |                                                        |                    |                                 |                   |           |                        |
| 221 | 5  | «Pro Se» «Для»                                         | Бенни Бум          | Джордана Льюис Джаффе           | 28 октября 2018   | 1005      | 7.19                   |
| Помогая Морской полиции в секретной операции, информатор Элизабет Уильямс арестована, и команда не может предоставить ей алиби. Кроме того, Каллен встречается с агентом ATF Анной Колчек, которая остается в подвешенном состоянии после ее последнего совместного дела с NCIS. |    |                                                        |                    |                                 |                   |           |                        |
| 222 | 6  | «Asesinos» «Безжалостный»                              | Терренс О'Хара     | Р. Скотт Геммилл                | 4 ноября 2018     | 1006      | 7.04                   |
| Команда NCIS пытается найти Мосли после того, как она убивает киллера картеля и выходит из сети. |    |                                                        |                    |                                 |                   |           |                        |
| 223 | 7  | «One of Us» «Один из нас»                              | Деннис Смит        | Кайл Харимото                   | 11 ноября 2018    | 1007      | 6.85                   |
| Команда расследует убийство, которое оказывается результатом профессионального киллера с вендеттой. |    |                                                        |                    |                                 |                   |           |                        |
| 224 | 8  | «The Patton Project» «Проект Паттон»                   | Руба Надда         | Франк Милитари                  | 18 ноября 2018    | 1008      | 7.22                   |
| Заместитель директора Очоа добровольно приглашает группу NCIS помочь в секретной операции, связанной с террористической группировкой, выступающей за чрезвычайное применение военной силы. |    |                                                        |                    |                                 |                   |           |                        |
| 225 | 9  | «A Diamond in the Rough» «Бриллиант в грубой»          | Джеймс Хэнлон      | Чад Мазеро                      | 25 ноября 2018    | 1009      | 7.20                   |
| Во время расследования ограбления и стрельбы, команда сталкивается с политическим скандалом, когда у генерала обнаруживается секретная информация о лагерях талибов. А попутно с расследование, Кензи и Дикс ищут кого-нибудь, кто будет управлять их баром. |    |                                                        |                    |                                 |                   |           |                        |
| 226 | 10 | «Heist» «Ограбление»                                   | Янгзом Брауэн      | Джордана Льюис Джаффе           | 9 декабря 2018    | 1010      | 7.50                   |
| После ограбления банка, повлекшего за собой кражу сейфа, команда расследует дело подрядчика, имеющий отношение к похищенному сейфу, чтобы выяснить, кто мог украсть и зачем - и все это при работе со специальным прокурором Роджерсом, который следит за ними. |    |                                                        |                    |                                 |                   |           |                        |
| 227 | 11 | «Joyride» «Увеселительная поездка»                     | Тавния МакКирнан   | Эрин Бродхерст                  | 11 декабря 2018   | 1011      | 7.21                   |
| Команда ищет морского резервиста с историей ПТСР, который исчезает после пьяной и беспорядочной ссоры. |    |                                                        |                    |                                 |                   |           |                        |
| 228 | 12 | «The Sound of Silence» «Звук тишины»                   | Теренс Найтингалл  | Джо Сакс                        | 6 января 2019     | 1012      | 7.59                   |
| Группа расследует возможную угрозу террора после того, как начальник отдела материально-технического обеспечения военно-морской оружейной станции не является на работу. Дикс и Кенси исследуют различные места для медового месяца. |    |                                                        |                    |                                 |                   |           |                        |
| 229 | 13 | «Better Angels» «Лучшие ангелы»                        | Диана С. Валентина | Франк Милитари                  | 13 января 2019    | 1013      | 8.31                   |
| После того, как свидетель с информацией о применении химического оружия в Сирии был сбит автомобилем, команда должна сотрудничать с Турком и Глобальным трибуналом, чтобы найти USB-накопитель, содержащий жизненно важные улики, в то время как Кенси остается с этим человеком, которого сбила машина.                                                                                                 |    |                                                        |                    |                                 |                   |           |                        |
| 230 | 14 | «Smokescreen» «Дымовая завеса»                         | Деннис Смит        | Эндрю Бартельс                  | 27 января 2019    | 1014      | 6.75                   |
| Группа сотрудничает с ФБР, чтобы найти террористическую ячейку в Лос-Анджелесе, которая, готовится к атаке. |    |                                                        |                    |                                 |                   |           |                        |
| 231 | 15 | «Smokescreen, Part II» «Дымовая завеса Часть 2»        | Шервин Шилати      | Мэтт Клафтер и Кайл Харимото    | 17 февраля 2019   | 1015      | 6.74                   |
| После теракта в театре, команда приступает к поиску исполнителей и заказчиков данного театра. |    |                                                        |                    |                                 |                   |           |                        |
| 232 | 16 | «Into the Breach» «В пролом»                           | Джеймс Хэнлон      | Ли А. Карлайл                   | 3 марта 2019      | 1016      | 6.97                   |
| Последнее расследование команды приводит их к раскрытию истории о неудачной военной операции. Бар Дикса проходит осмотр санпином. |    |                                                        |                    |                                 |                   |           |                        |
| 233 | 17 | «Till Death Do Us Part» «Пока смерть не разлучит нас»  | Тони Уормби        | Р. Скотт Геммилл                | 17 марта 2019     | 1017      | 8.47                   |
| Команда готовится отпраздновать долгожданный день свадьбы Кензи и Дикса, но сталкивается с проблемами в неожиданном прибытии Анатолия Киркина. Хетти возвращается, и Кенси и Дикс наконец-то поженятся. |    |                                                        |                    |                                 |                   |           |                        |
| 234 | 18 | «Born To Run» «Рожденный, чтобы бежать»                | Лили Мария         | Джордана Льюис Джаффе           | 24 марта 2019     | 1018      | 7.16                   |
| Сидни похищает Нелл, когда их одноклассник из школы становится мишенью неизвестных убийц, а остальная часть команды полагает, что он является главным подозреваемым в убийстве морского офицера, охраняющего сверхсекретный проект. |    |                                                        |                    |                                 |                   |           |                        |
| 235 | 19 | «Searching» «Поиск»                                    | Терренс О'Хара     | Адам Джордж Кей и Кайл Харимото | 31 марта 2019     | 1019      | 7.50                   |
| Сэм объединяется с агентом Министерства юстиции Гамильтоном и Фатимой, чтобы преследовать техасского наркобарона, который предположительно похитил семью федерального агента. |    |                                                        |                    |                                 |                   |           |                        |
| 236 | 20 | «Choke Point» «Узкие места»                            | Джеймс Уитмор мл.  | Джо Сакс и Р. Скотт Геммилл     | 14 апреля 2019    | 1020      | 6.79                   |
| После нападения на Морского котика, который работал охранником в диспансере, а расследование группы приводит их к потенциальной массовой стрельбе. |    |                                                        |                    |                                 |                   |           |                        |
| 237 | 21 | «The One That Got Away» «Та, что сбежала»              | Эрик А. Пот        | Эндрю Бартельс и Эрин Бродхерст | 28 апреля 2019    | 1021      | 5.66                   |
| Анна и ее сокамерница сбегают из тюрьмы, что приводит к тому, что команда находит их, чтобы избежать потенциального кровопролития. |    |                                                        |                    |                                 |                   |           |                        |
| 238 | 22 | «No More Secrets» «Больше никаких секретов»            | Янгзом Брауэн      | Эндрю Бартельс и Эрин Бродхерст | 5 мая 2019        | 1022      | 4.95                   |
| Команда NCIS отправляется на Кубу с несанкционированной миссией после того, как Каллен узнает о местонахождении Анны Колчек. |    |                                                        |                    |                                 |                   |           |                        |
| 239 | 23 | «The Guardian» «Защитник»                              | Джон П. Кусакис    | Р. Скотт Геммилл                | 12 мая 2019       | 1023      | 5.98                   |
| Каллен и Сэм отправляются на верность USS в Персидском заливе, чтобы работать с капитаном военно-морского флота Хармоном Рабом-младшим, когда команда обнаруживает угрозу террора в военных местах. |    |                                                        |                    |                                 |                   |           |                        |
| 240 | 24 | «False Flag» «Ложный флаг»                             | Деннис Смит        | Франк Милитари                  | 19 мая 2019       | 1024      | 5.28                   |
| Каллен, Ханна и Рабб задерживают нескольких подозреваемых в терроризме на борту «Верности». Эрик находится в противоречии между тем, что Нелл и ее мать находятся в больнице, и борется за то, чтобы нейтрализовать угрозу террора и предотвратить третью мировую войну. |    |                                                        |                    |                                 |                   |           |                        |